# تاكاشي أونو (1979)
تاكاشي أونو (باليابانية: 大野 尊士) (4 يوليو 1979 في شيزوكا في اليابان – )؛ هو لاعب كرة قدم سابق كان يلعب كلاعب وسط.